# Rosoy (Yonne)
Rosoy és un municipi francès situat al departament del Yonne i a la regió de Borgonya - Franc Comtat.